# Las leyes de la frontera (película)
Las leyes de la frontera es una película española de thriller dirigida por Daniel Monzón y basada en la novela homónima de 2012 de Javier Cercas. Está protagonizada por Marcos Ruiz, Begoña Vargas y Chechu Salgado.

## Sinopsis
Verano de 1978. Ignacio Cañas (Marcos Ruiz) es un estudiante de 17 años introvertido y algo inadaptado que vive en Gerona. Al conocer al Zarco (Chechu Salgado) y a Tere (Begoña Vargas), dos jóvenes delincuentes del barrio chino de la ciudad, se ve inmerso en una carrera imparable de hurtos, robos y atracos. Es la historia en la que Nacho se hace mayor, cruzando la línea que hay entre el bien y el mal, entre la justicia y la injusticia.

## Reparto
| Intérprete              | Personaje               |
| ----------------------- | ----------------------- |
| Marcos Ruiz             | Ignacio Cañas           |
| Begoña Vargas           | Tere                    |
| Chechu Salgado          | Zarco                   |
| Carlos Oviedo           | Guille                  |
| Xavier Martín           | Gordo                   |
| Daniel Ibáñez           | Piernas                 |
| Jorge Aparicio          | Chino                   |
| Víctor Manuel Pajares   | Drácula                 |
| Cintia García           | Lina                    |
| Guillermo Lasheras      | Víctor                  |
| Carlos Serrano          | Cuenca                  |
| Xavi Sáez               | Hidalgo                 |
| Josep Tosar             | Inspector Vives         |
| Santiago Molero         | Ignacio                 |
| Ainhoa Santamaría       | Rosa                    |
| Elisabet Casanovas      | Cristina                |
| Pep Cruz                | Señor Tomás             |
| Estefanía de los Santos | Merche                  |
| Catalina Sopelana       | Paqui                   |
| Mabel del Pozo          | Colette                 |
| Nina Pomodoro           | Catherine               |
| Paula Waymore           | Delphine                |
| Anna Caterina           | Valentina               |
| Krishna Salleras        | Max                     |
| Rafa Valls              | Pau                     |
| Oriol Cervera           | Batista                 |
| Marc Balaguer           | Jordi                   |
| Eulàlia Ballart         | Madre Cárcel            |
| Guillem Albasanz        | Socorrista              |
| Marisa Duaso            | Taquillera Cine         |
| Jordi Collet            | Acomodador Cine         |
| Pau Serra               | Camello Recreativos     |
| Carles Bigorra          | Farmacéutico            |
| Enrique Martínez        | Gurú                    |
| Chus Leiva              | Dependienta Farmacia    |
| Arnau Casanovas         | Dependiente Farmacia    |
| Jéssica Ross            | Chica Ácido             |
| Enric Ases              | Gasolinero              |
| Joan Serrats            | Policia Banco Central   |
| Ángeles Díaz            | Mujer Poblado           |
| Óscar Morell            | Funcionario Cárcel      |
| Armand Villén           | Cajero Pagador          |
| Carlos Vicente          | Director Banca Catalana |
| Carolina Montoya        | Hermana Tere            |
| Eric Balbàs             | Camarero La Font        |
| Jordi Gràcia            | Guàrdia Civil           |
| Toni Ramírez            | Hombre Trajeado         |
| Javier Beltrán          | Nacho Adulto            |

## Producción

### Rodaje
El rodaje comenzó en septiembre de 2020 y se extendió durante 9 semanas, filmando en diferentes localizaciones de Cataluña, entre las que destacan Castillo de aro, Mataró, Manresa, Montblanch, Palamós, la Costa del Garraf, entre otras. El rodaje finalizó en noviembre del mismo año.

### Estreno
El tráiler fue lanzado en junio de 2021, con el anuncio de que la fecha de estreno de la película sería en otoño del mismo año. La película se preestrenó en el Festival de Cine de San Sebastián en la sección no oficial, dando el cierre al festival antes de la gala de clausura. Posteriormente, tuvo su estreno oficial en salas el 8 de octubre.

## Premios y nominaciones

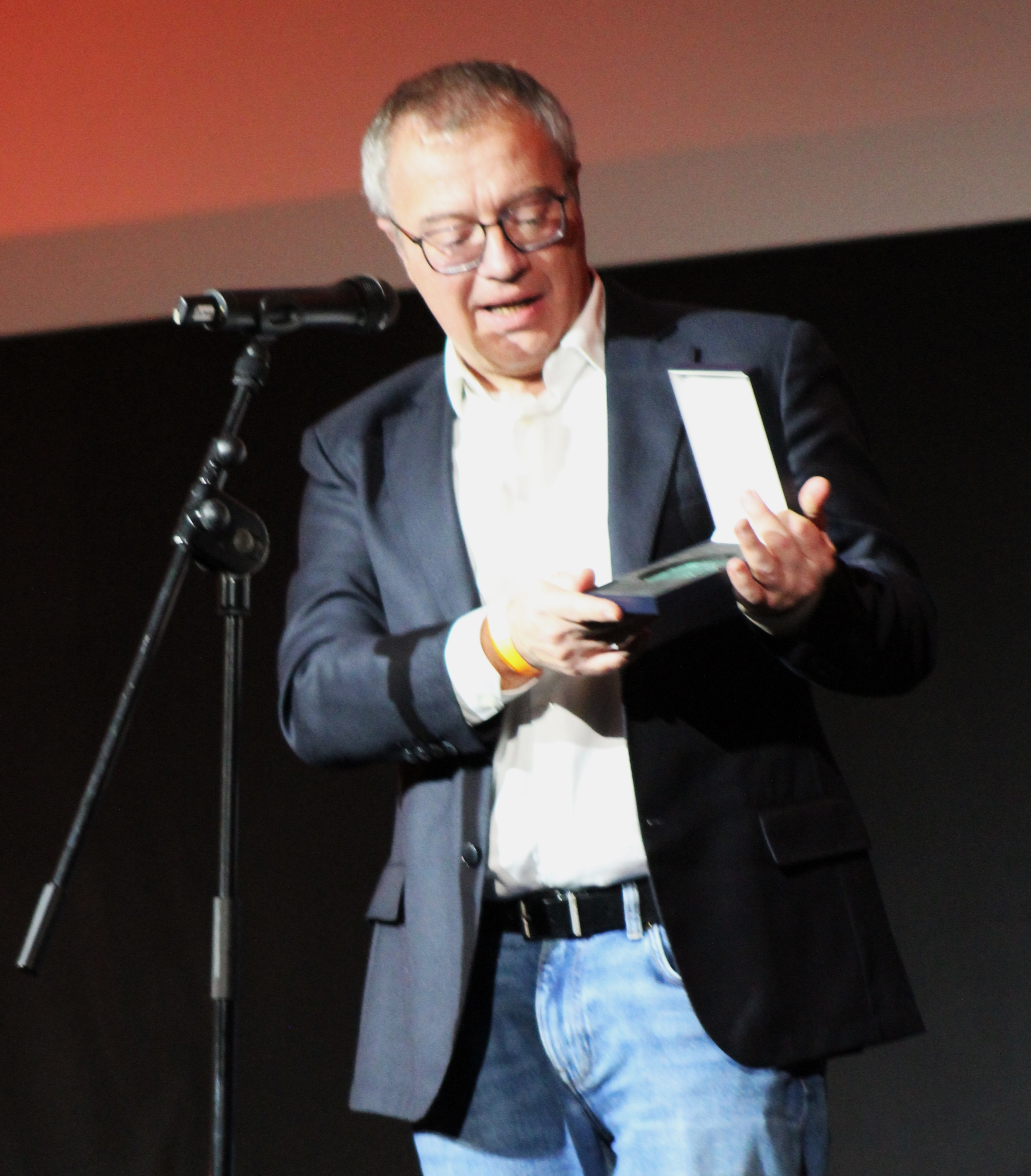
Daniel Monzón agradece la Medalla del CEC al mejor guion adaptado compartido con Jorge Guerricaechevarría. Ambos ganaron también el Goya en la misma categoría.

Medallas del Círculo de Escritores Cinematográficos de 2021
| Categoría              | Nominados                              | Resultado |
| ---------------------- | -------------------------------------- | --------- |
| Mejor película         | Mejor película                         | Nominada  |
| Mejor actor secundario | Chechu Salgado                         | Nominado  |
| Actor revelación       | Chechu Salgado                         | Ganador   |
| Mejor guion adaptado   | Jorge Guerricaechevarría Daniel Monzón | Ganadores |

36.ª edición de los Premios Goya
| Categoría                     | Nominados | Resultado |
| ----------------------------- | --- | --------- |
| Mejor actor revelación        | Chechu Salgado | Ganador   |
| Mejor guion adaptado          | Jorge Guerricaechevarría Daniel Monzón | Ganadores |
| Mejor canción original        | Las leyes de la frontera Compositores: Alejandro García Rodríguez, Antonio Molinero León, Daniel Escortell Blandino, José Manuel Cabrera Escot, Miguel García Cantero | Nominados |
| Mejor dirección artística     | Balter Gallart | Ganador   |
| Mejor diseño de vestuario     | Vinyet Escobar | Ganadora  |
| Mejor maquillaje y peluquería | Sarai Rodríguez, Benjamín Pérez, Nacho Díaz | Ganadores |